# Mutua Madrid Open 2019
Mutua Madrid Open 2019 (được tài trợ bởi Mutua) là một giải quần vợt chuyên nghiệp được thi đấu trên mặt sân đất nện ngoài trời tại Park Manzanares ở Madrid, Tây Ban Nha từ ngày 3 tháng 5–12 tháng 5 năm 2019. Đây là giải Mutua Madrid Open lần thứ 18 của ATP World Tour và lần thứ 11 của WTA Tour. Giải đấu là một sự kiện của ATP World Tour Masters 1000 của 2019 ATP World Tour và là một sự kiện của Premier Mandatory của 2019 WTA Tour. Đây là giải quần vợt chuyên nghiệp cuối cùng của tay vợt người Tây Ban Nha David Ferrer, người đã được đặc cách vào vòng đấu chính nội dung đơn nam.

## Điểm và tiền thưởng

### Phân phối điểm
| Sự kiện | VĐ   | CK  | BK  | TK  | Vòng 1/16 | Vòng 1/32 | Vòng 1/64 | Q  | Q2 | Q1 |
| Đơn nam | 1000 | 600 | 360 | 180 | 90        | 45        | 10        | 25 | 16 | 0  |
| Đôi nam | 1000 | 600 | 360 | 180 | 90        | 10        | —         | —  | —  | —  |
| Đơn nữ  | 1000 | 650 | 390 | 215 | 120       | 65        | 10        | 30 | 20 | 2  |
| Đôi nữ  | 1000 | 650 | 390 | 215 | 120       | 10        | —         | —  | —  | —  |

### Tiền thuworng
| Sự kiện | VĐ         | CK       | BK       | TK       | Vòng 1/16 | Vòng 1/32 | Vòng 1/64 | Q2     | Q1     |
| Đơn nam | €1,202,520 | €608,700 | €312,215 | €160,920 | €80,620   | €42,220   | €23,790   | €9,105 | €4,550 |
| Đơn nữ  | €1,202,520 | €608,700 | €312,215 | €160,920 | €80,620   | €42,220   | €23,790   | €9,105 | €4,550 |
| Đôi nam | €357,540   | €174,490 | €87,460  | €44,560  | €23,510   | €12,580   | —         | —      | —      |
| Đôi nữ  | €357,540   | €174,490 | €87,460  | €44,560  | €23,510   | €12,580   | —         | —      | —      |

## Nội dung đơn ATP

### Hạt giống
Dưới đây là các tay vợt được xếp loại hạt giống. Hạt giống được dựa trên bảng xếp hạng ATP vào ngày 29 tháng 4 năm 2019. Xếp hạng và điểm trước thi đấu vào ngày 6 tháng 5 năm 2019.
| Hjat giống | Xếp hạng | Tay vợt               | Điểm trước thi đấu | Điểm bảo vệ | Điểm giành được | Điểm sau thi đấu | Thực trạng                                   |
| ---------- | -------- | --------------------- | ------------------ | ----------- | --------------- | ---------------- | -------------------------------------------- |
| 1          | 1        | Novak Djokovic        | 11,160             | 45          | 1000            | 12,115           | Champion, defeated Stefanos Tsitsipas [8]    |
| 2          | 2        | Rafael Nadal          | 7,765              | 180         | 360             | 7,945            | Semifinals lost to Stefanos Tsitsipas [8]    |
| 3          | 4        | Alexander Zverev      | 5,565              | 1,000       | 180             | 4,745            | Quarterfinals lost to Stefanos Tsitsipas [8] |
| 4          | 3        | Roger Federer         | 5,590              | 0           | 180             | 5,770            | Quarterfinals lost to Dominic Thiem [5]      |
| 5          | 5        | Dominic Thiem         | 5,085              | 600         | 360             | 4,845            | Semifinals lost to Novak Djokovic [1]        |
| 6          | 7        | Kei Nishikori         | 3,780              | 10          | 90              | 3,860            | Third round lost to Stan Wawrinka            |
| 7          | 8        | Juan Martín del Potro | 3,225              | 90          | 10              | 3,145            | Second round lost to Laslo Đere              |
| 8          | 9        | Stefanos Tsitsipas    | 3,190              | 0           | 600             | 3,790            | Runner-up, lost to Novak Djokovic [1]        |
| 9          | 11       | Marin Čilić           | 2,845              | 0           | 180             | 3,025            | Quarterfinals withdrew due to food poisoning |
| 10         | 12       | Fabio Fognini         | 2,840              | 10          | 90              | 2,920            | Third round lost to Dominic Thiem [5]        |
| 11         | 13       | Karen Khachanov       | 2,685              | 10          | 45              | 2,720            | Second round lost to Fernando Verdasco       |
| 12         | 14       | Daniil Medvedev       | 2,625              | 10          | 10              | 2,625            | First round lost to Guido Pella              |
| 13         | 15       | Borna Ćorić           | 2,525              | 90          | 10              | 2,445            | First round lost to Lucas Pouille            |
| 14         | 17       | Nikoloz Basilashvili  | 1,930              | 35          | 10              | 1,905            | First round lost to Frances Tiafoe           |
| 15         | 18       | Gaël Monfils          | 1,920              | 45          | 90              | 1,965            | Third round lost to Roger Federer [4]        |
| 16         | 19       | Marco Cecchinato      | 1,875              | (45)†       | 10              | 1,840            | First round lost to Diego Schwartzman        |

† Tay vợt không vượt qua vòng loại ở giải đấu năm 2018. Thay vào đó, điểm tốt nhất của lần 18 sẽ được thay thế vào.

#### Tay vợt rút lui khỏi giải đấu
| Xếp hạng | Tay vợt        | Điểm trước | Điểm bảo vệ | Điểm sau | Lý do rút lui              |
| -------- | -------------- | ---------- | ----------- | -------- | -------------------------- |
| 6        | Kevin Anderson | 4,115      | 360         | 3,755    | Chấn thương khuỷu tay phải |
| 10       | John Isner     | 3,085      | 180         | 2,950‡   | Chấn thương chân trái      |
| 16       | Milos Raonic   | 2,050      | 90          | 1,960    | Chấn thương đầu gối phải   |

‡ The player is entitled to use an exemption to skip the tournament and substitute his 18th best result (45 points) in its stead.

### Vận động viên khác
Đặc cách:
- Félix Auger-Aliassime
- Alejandro Davidovich Fokina
- David Ferrer
- Jaume Munar

Bảo toàn thứ hạng:
- Jo-Wilfried Tsonga

Vượt qua vòng loại:
- Hugo Dellien
- Taylor Fritz
- Pierre-Hugues Herbert
- Hubert Hurkacz
- Martin Kližan
- Reilly Opelka
- Albert Ramos Viñolas

Thua cuộc may mắn:
- Adrian Mannarino

### Rút lui
Trước giải đấu
- Kevin Anderson → thay thế bởi  Jan-Lennard Struff
- John Isner → thay thế bởi  Andreas Seppi
- Milos Raonic → thay thế bởi  Radu Albot
- Jo-Wilfried Tsonga → thay thế bởi  Adrian Mannarino

Trong giải đấu
- Marin Čilić

### Bỏ cuộc
- Reilly Opelka

## Nội dung đôi ATP

### Hạt giống
| Quốc gia | Tay vợt               | Quốc gia | Tay vợt       | Xép hạng1 | Hạt giống |
| -------- | --------------------- | -------- | ------------- | --------- | --------- |
| FRA      | Pierre-Hugues Herbert | FRA      | Nicolas Mahut | 9         | 1         |
| POL      | Łukasz Kubot          | BRA      | Marcelo Melo  | 11        | 2         |
| GBR      | Jamie Murray          | BRA      | Bruno Soares  | 17        | 3         |
| COL      | Juan Sebastián Cabal  | COL      | Robert Farah  | 20        | 4         |
| CRO      | Nikola Mektić         | CRO      | Franko Škugor | 23        | 5         |
| AUT      | Oliver Marach         | CRO      | Mate Pavić    | 25        | 6         |
| Hoa Kỳ   | Bob Bryan             | Hoa Kỳ   | Mike Bryan    | 32        | 7         |
| FIN      | Henri Kontinen        | AUS      | John Peers    | 35        | 8         |

- Bảng xếp hạng vào ngày 29 tháng 4 năm 2019.

### Vận động viên khác
Đặc cách: 
- Roberto Carballés Baena /  Jaume Munar
- Nick Kyrgios /  Bernard Tomic
- David Marrero /  Fernando Verdasco

Thay thế:
- Austin Krajicek /  Artem Sitak

### Rút lui
Trước giải đấu
- Nicolas Mahut

Trong giải đấu
- Marcelo Demoliner
- Grigor Dimitrov
- Daniil Medvedev

### Bỏ cuộc
- Marcel Granollers

## Nội dung đơn WTA

### Hạt giống
Dưới đây là các tay vợt được xếp loại hạt giống. Hạt giống được dựa trên bảng xếp hạng WTA vào ngày 29 tháng 4 năm 2019. Xếp hạng và điểm trước thi đấu vào ngày 6 tháng 5 năm 2019.
| Hạt giống | Xếp hạng | Tay vợt              | Điểm trước thi đấu | Điểm bảo vệ | Điểm giành được | Điểm sau thi đấu | Thực trạng                                      |
| --------- | -------- | -------------------- | ------------------ | ----------- | --------------- | ---------------- | ----------------------------------------------- |
| 1         | 1        | Naomi Osaka          | 6,151              | 10          | 215             | 6,356            | Quarterfinals lost to Belinda Bencic            |
| 2         | 2        | Petra Kvitová        | 5,835              | 1,000       | 215             | 5,050            | Quarterfinals lost to Kiki Bertens [7]          |
| 3         | 3        | Simona Halep         | 5,682              | 215         | 650             | 6,117            | Runner-up, lost to Kiki Bertens [7]             |
| 4         | 4        | Angelique Kerber     | 5,220              | 0           | 65              | 5,285            | Second round withdrew due to right ankle injury |
| 5         | 5        | Karolína Plíšková    | 5,111              | 390         | 65              | 4,786            | Second round lost to Kateryna Kozlova [Q]       |
| 6         | 6        | Elina Svitolina      | 4,921              | 65          | 10              | 4,866            | First round lost to Pauline Parmentier          |
| 7         | 7        | Kiki Bertens         | 4,760              | 650         | 1000            | 5,110            | Champion, defeated Simona Halep [3]             |
| 8         | 8        | Sloane Stephens      | 4,386              | 120         | 390             | 4,656            | Semifinals lost to Kiki Bertens [7]             |
| 9         | 9        | Ashleigh Barty       | 4,275              | 65          | 215             | 4,425            | Quarterfinals lost to Simona Halep [3]          |
| 10        | 10       | Aryna Sabalenka      | 3,520              | 30          | 10              | 3,500            | First round lost to Svetlana Kuznetsova [WC]    |
| 11        | 12       | Caroline Wozniacki   | 3,362              | 120         | 10              | 3,252            | First round retired against Alizé Cornet        |
| 12        | 13       | Anastasija Sevastova | 3,185              | 65          | 120             | 3,240            | Third round lost to Kiki Bertens [7]            |
| 13        | 14       | Madison Keys         | 3,010              | 10          | 10              | 3,010            | First round lost to Sorana Cîrstea [WC]         |
| 14        | 15       | Anett Kontaveit      | 2,965              | 120         | 10              | 2,855            | First round lost to Aliaksandra Sasnovich       |
| 15        | 16       | Wang Qiang           | 2,815              | 10          | 10              | 2,815            | First round lost to Donna Vekić                 |
| 16        | 17       | Julia Görges         | 2,630              | 120         | 10              | 2,520            | First round lost to Viktória Kužmová            |

#### Tay vợt rút lui khỏi giải đấu
| Xếp hạng | Tay vợt         | Điểm trước | Điểm bảo vệ | Điểm sau | Lý do rút lui         |
| -------- | --------------- | ---------- | ----------- | -------- | --------------------- |
| 11       | Serena Williams | 3,461      | 0           | 3,461    | Bất đồng với Met Gala |

### Vận động viên khác
Đặc cách:
- Lara Arruabarrena
- Irina-Camelia Begu
- Sorana Cîrstea
- Svetlana Kuznetsova
- Sara Sorribes Tormo

Vượt qua vòng loại:
- Margarita Gasparyan
- Polona Hercog
- Marta Kostyuk
- Kateryna Kozlova
- Kristina Mladenovic
- Kristýna Plíšková
- Anna Karolína Schmiedlová
- Vera Zvonareva

### Rút lui
Trước giải đấu
- Bianca Andreescu (chấn thương vai) → thay thế bởi  Pauline Parmentier
- Camila Giorgi → thay thế bởi  Kirsten Flipkens
- Maria Sharapova (chấn thương vai) → thay thế bởi  Alizé Cornet
- Serena Williams → thay thế bởi  Petra Martić
- Venus Williams → thay thế bởi  Daria Gavrilova

Trong giải đấu
- Angelique Kerber (chấn thương cổ chân phải)

### Bỏ cuộc
- Donna Vekić (chấn thương hông phải)
- Caroline Wozniacki (chấn thương lưng thấp)

## Nội dung đôi WTA

### Hạt giống
| Quốc gia | Tay vợt             | Quốc gia | Tay vợt            | Xếp hạng1 | Hạt giống |
| -------- | ------------------- | -------- | ------------------ | --------- | --------- |
| CZE      | Barbora Krejčíková  | CZE      | Kateřina Siniaková | 3         | 1         |
| Hoa Kỳ   | Nicole Melichar     | CZE      | Květa Peschke      | 25        | 2         |
| AUS      | Samantha Stosur     | CHN      | Zhang Shuai        | 28        | 3         |
| BEL      | Elise Mertens       | BLR      | Aryna Sabalenka    | 29        | 4         |
| TPE      | Hsieh Su-wei        | CZE      | Barbora Strýcová   | 30        | 5         |
| CAN      | Gabriela Dabrowski  | CHN      | Xu Yifan           | 30        | 6         |
| TPE      | Chan Hao-ching      | TPE      | Latisha Chan       | 32        | 7         |
| GER      | Anna-Lena Grönefeld | NED      | Demi Schuurs       | 36        | 8         |

- Bảng xếp hạng vào ngày 29 tháng 4 năm 2019.

### Vận động viên khác
Đặc cách:
- Aliona Bolsova /  Arantxa Parra Santonja
- Andreea Mitu /  Alexandra Panova
- Jeļena Ostapenko /  Vera Zvonareva

Thay thế:
- Aliaksandra Sasnovich /  Lesia Tsurenko

### Rút lui
Trước giải đấu
- Lara Arruabarrena (chấn thương hông phải)

## Nhà vô địch

### Đơn nam
- Novak Djokovic đánh bại Stefanos Tsitsipas, 6–3, 6–4

### Đơn nữ
- Kiki Bertens đánh bại  Simona Halep, 6–4, 6–4

### Đôi nam
- Jean-Julien Rojer /  Horia Tecău đánh bại  Diego Schwartzman /  Dominic Thiem 6–2, 6–3.

### Đôi nữ
- Hsieh Su-wei /  Barbora Strýcová đánh bại  Gabriela Dabrowski /  Xu Yifan, 6–3, 6–1

## Tham kahro
1. ↑  "Mutua Madrid Open | May 5th - 13th 2018". Madrid-open.com. ngày 27 tháng 3 năm 2017. Truy cập ngày 21 tháng 4 năm 2017.
2. ↑  "Mutua Madrid Open Madrid Caja Mágica". Esmadrid.com. Truy cập ngày 21 tháng 4 năm 2017.
3. ↑  "Marin Cilic withdrew from Madrid Open's Quarterfinals". atptour.com. Truy cập ngày 10 tháng 5 năm 2019.
4. ↑  Serena Williams Showed Up to the 2019 Met Gala Looking Like a Vision in a Stunning Gown and Matching Sneakers Article on time.com. Last visited: ngày 7 tháng 5 năm 2019